# سی.ال. موات
سی. ال. موات (انگلیسی: C. L. Mowat; ۴ اکتبر ۱۹۱۱ – ۲۳ ژوئن ۱۹۷۰) تاریخ‌نگار اهل ایالات متحده آمریکا و متولد بریتانیا بود. شناخته شده‌ترین اثر او بریتانیا بین دو جنگ (به انگلیسی: Britain Between the Wars) نام دارد. او در جریان  مک‌کارتیسم در آمریکا مجبور شد کرسی خود در دانشگاه شیکاگو را رها کند و به بریتانیا برگردد.
وی همچنین برندهٔ جوایزی همچون کمک‌هزینه گوگنهایم شده‌است.